# Plexus veineux du canal du nerf hypoglosse
Le plexus veineux du canal du nerf hypoglosse (TA)  – également connu sous le nom de plexus venosus canalis nervi hypoglossi ( TA ), circellus venosus hypoglossi et rete canalis hypoglossi  – est un petit plexus veineux autour du nerf hypoglosse qui se connecte avec le sinus occipital, le sinus pétreux inférieur et la veine jugulaire interne. Parfois, il peut s'agir d'une seule veine plutôt que d'un plexus veineux.
C'est une veine émissaire du plexus veineux basilaire.

## Remarques
1. ↑  (TA) indique qu'il s'agit de la terminologie internationale officielle telle qu'elle est répertoriée dans la Terminologia Anatomica.[1]